# わたのまち、応答セヨ
『わたのまち、応答セヨ』（わたのまち、おうとうせよ）は、2025年公開の日本のドキュメンタリー映画作品である。

## あらすじ
本作の舞台となる愛知県蒲郡市を含む三河地方は古くからの「三河木綿」の産地で、『類聚国史』や『日本後紀』によると799年（延暦18年）頃に幡豆郡福地村に漂着した崑崙人が日本に綿を伝えた始まりと考えられている。戦後はガチャンと織機を動かせば万単位の儲けが出る「ガチャマン景気」で活況を呈したが、安価な外国製品の流入などの要因により、蒲郡市内の繊維産業の事業所数は1989年から2019年までの30年間でおよそ6分の1に減少するほど衰退が進んでいる。
蒲郡市役所は、映像監督の岩間玄とテレビプロデューサーの土屋敏男に、プロモーション映画の制作を依頼した。土屋は市に対し、一切の口出しをしないことを条件に引き受け、制作費は蒲郡市と、豊田市のケーブルテレビ局ひまわりネットワークをはじめとする民間企業が折半出資した。
蒲郡を訪れた岩間が目にしたものは、織機の音が鳴り響くこともない、諦めの空気感が漂う光景であった。地元の繊維業者らからは「余計なことをしないでくれ」と反感を買い、「ここに描くべき希望があるのか」と苦悩する中、1964年に蒲郡に移り住み、当地で綿花を育て三河木綿を織る80歳のテキスタイルデザイナーの鈴木敏泰と知り合う。当初は岩間に対して懐疑的であった鈴木だが、「君たち（制作陣）が本気なら僕も本気を出す。このままで終わりたくない」と強い意志を示す。
三河木綿復刻プロジェクトを牽引する繊維商社森菊の石川雅祥、東京表参道で三河木綿を販売するファッションデザイナーの小田順子、イギリスに人脈を持つコスチュームデザイナーのタニ・クミコ、地元企業の若手として奮闘する岡田理沙らもキーパーソンとして登場する。鈴木らによる新たな挑戦で作り出された三河木綿の作品は東京ガールズコレクション、さらに海を越えてロンドンデザインフェスティバルに出品され、賞賛を受けたのであった。
『進め!電波少年』を生み出した土屋が手掛けた本作には、もう一つのエピローグが用意されていた。